# Coleophora lineola
Coleophora lineola é uma espécie de mariposa do gênero Coleophora pertencente à família Coleophoridae.